# Ausschuss für Risikobewertung
Der Ausschuss für Risikobewertung (englisch Committee for Risk Assessment, kurz RAC) ist ein Arbeitsausschuss der Europäischen Chemikalienagentur (ECHA).

## Aufgaben
Der Ausschuss erarbeitet für die ECHA im Rahmen der REACH- und der CLP-Verordnung Stellungnahmen zu Risiken von Stoffen für die menschliche Gesundheit und die Umwelt (RAC opinion). Die endgültigen Entscheidungen werden von der Europäischen Kommission getroffen.
RAC prüft die Vorschläge zur harmonisierten Einstufung und Kennzeichnung von Stoffen als krebserzeugend, erbgutverändernd, fortpflanzungsgefährdend oder als Inhalationsallergen und gibt Stellungnahmen hierzu ab. Er soll beurteilen, ob ein Vorschlag für die Beschränkung bei der Herstellung, dem Inverkehrbringen oder der Verwendung eines Stoffes angemessen ist. 
Nach Einreichung eines Zulassungsantrags für einen Stoff bei der ECHA, soll er das Risiko, das durch die Verwendungen des Stoffes ausgeht, bewerten und soll beurteilen, ob das im Zulassungsantrag beschriebene Risikomanagement angemessen und wirksam ist. Dazu gehört auch die Beurteilung der Risiken, die sich aus möglichen Alternativen ergeben. Soweit sie für den Antrag relevant sind, werden auch  Beiträge von Dritten bei der Bewertung berücksichtigt.
Auf Ersuchen des Direktors der ECHA gibt der Ausschuss Stellungnahmen zu Stoffen – sowie deren Verwendung in Gemischen oder Erzeugnissen – bezüglich der Risiken für die menschliche Gesundheit, die Umwelt und zu anderen Sicherheitsaspekten ab. Schließlich soll der Ausschuss wissenschaftliche Unterstützung bei der Zusammenarbeit zwischen der Gemeinschaft, den Mitgliedstaaten, internationalen Organisationen und Drittstaaten sowie  Entwicklungsländern leisten.

## Zusammensetzung des RAC
Bewerber für den RAC können ausschließlich von den Mitgliedstaaten nominiert werden. Aus diesen Bewerbern können dann vom Verwaltungsrat der ECHA die jeweiligen RAC-Mitglieder für eine Amtszeit von drei Jahren ernannt werden. Die Amtszeit kann verlängert werden. Stand April 2021 hat der Ausschuss 50 Mitglieder, wobei der Vorsitzende, der Ire Timothy Bowmer und die Stellvertreterin, die Finnin Johanna Peltola-Thies nicht mitgezählt sind.